# Edward Płonka
Edward Płonka (ur. 1 stycznia 1950 w Żywcu) – polski polityk, samorządowiec, przedsiębiorca, inżynier, poseł na Sejm IV kadencji.

## Życiorys
Ukończył w 1972 studia inżynierskie na Akademii Górniczo-Hutniczej w Krakowie. W 2001 został wybrany z listy Platformy Obywatelskiej na posła IV kadencji z okręgu bielskiego. W Sejmie IV kadencji był inicjatorem ustanowienia Dnia Flagi RP. W wyborach parlamentarnych w 2005 nie uzyskał mandatu.
Rok później został radnym powiatu żywieckiego (pełnił tę funkcję także przed objęciem mandatu poselskiego w latach 1998–2001, uzyskał reelekcję także w 2010, nie udało mu się to natomiast w 2014). Prowadził własną działalność gospodarczą. W 2008 objął stanowisko dyrektora Wojewódzkiego Ośrodka Ruchu Drogowego w Bielsku-Białej.
W 2012 odznaczony Krzyżem Kawalerskim Orderu Odrodzenia Polski.